# Yao'an, Guangdong
Yao'an (kinesiska: 瑶安) är en etnisk minoritetssocken för yaofolket i sydöstra Kina. Den ligger i Lianzhou i staden Qingyuan i provinsen Guangdong, omkring 230 kilometer nordväst om provinshuvudstaden Guangzhou. Antalet invånare är 7 385. Befolkningen består av 3 612 kvinnor och 3 773 män. Barn under 15 år utgör 15,0 %, vuxna 15-64 år 69 %, och äldre över 65 år 14,0 %.